# Claude Monteux
Claude Monteux (Brookline, 15 octobre 1920 – Sacramento, 22 février 2013) est un flûtiste, chef d'orchestre et pédagogue américain.

## Biographie
D'ascendance française par son père, le chef d'orchestre Pierre Monteux, qui devint lui-même citoyen américain en 1942, Claude Monteux est né aux États-Unis en 1920. C'est pourtant en France, où sa famille est de retour dans les années 1920, qu'il commence ses études musicales et les poursuit jusqu'en 1937.
Il étudie la flûte avec Georges Laurent, flûte solo de l'Orchestre symphonique de Boston. Il a joué sous la baguette d'éminents chefs comme Arturo Toscanini, Bruno Walter, Sir Thomas Beecham, Leopold Stokowski, Pablo Casals, Igor Stravinsky et son père Pierre Monteux.
En tant que flûtiste, il s'est produit dans toute l'Europe et l'Amérique, prenant occasionnellement le double rôle de soliste et chef d'orchestre. Il s'est produit en concert et a enregistré avec des orchestres du monde entier, dont l'Orchestre symphonique de Londres, le Royal Philharmonic Orchestra, l'Orchestre symphonique de Pittsburgh, l'Orchestre symphonique de la NBC et l'Orchestre du Metropolitan Opera. Après trois ans en tant que chef de l'orchestre symphonique de Columbus (Ohio) de 1953 à 1956, il est devenu chef permanent et directeur musical de la Société Hudson Valley Philharmonic de 1959 à 1975. Par ailleurs, Claude Monteux a été invité à diriger de nombreux orchestres de premier plan en Europe (Berlin, Paris, Bruxelles, en Norvège, aux Pays-Bas) et est renommé en tant que professeur, tant aux États-Unis qu'au Canada. En musique de chambre, à partir de 1948, il forme le The Harpsichord Quartet avec Sylvia Marlowe au clavecin, Harry Shulman au hautbois et Bernard Greenhouse au violoncelle. Ils jouent ensemble la musique baroque et des compositions spécialement commandées par le quatuor des compositeurs tels qu'Elliott Carter, Ned Rorem, Alexei Haieff, Vittorio Rieti et Henri Sauguet.
Il a siégé aux facultés de New England Conservatory of Music à Boston, au Peabody Institute, au Vassar College et à l'Université d'État de l'Ohio.
Il a enseigné aux cours d'été de la Pierre Monteux School pour la direction d'orchestre et était affilié à l'École de SDSU de musique et de danse. Il passait ses étés dans le Maine à Hancock, où il dirigeait des ensembles de musique de chambre, et travaillait en privé avec des chefs d'orchestre dont il supervisait les partitions.
Claude Monteux a notamment enregistré des concertos de Mozart et de Bach avec l'Academy of St Martin in the Fields.

## Prix et récompenses
- Prix de l'État de New York en 1968